# Museo de la Ciudad de Vélez-Málaga
El Museo de la Ciudad de Vélez-Málaga o Muvel es un museo ubicado en Vélez-Málaga, Málaga. En el museo, se exponen piezas arqueológicas, documentos y archivos relacionados con la historia de la región. Fue inaugurado en marzo de 2017.

## Edificio
El museo se inauguró en 2017, pero el edificio que lo alberga es el Hospital de San Juan de Dios, construido en 1487 por los Reyes Católicos. Tiene una superficie de 1500 m², y un amplio patio central de estilo mudéjar.

## Colección
El museo cuenta con 1.700 piezas de valor arqueológico, entre ellas: documentos, fotógrafias, monedas, telas, cerámicas y otros objetos de la historia de la Axarquía y la Provincia de Málaga, desde la prehistoria hasta el siglo XX. Además, también recibirá aportaciones de colecciones privadas.